# Chevrolet Light Six

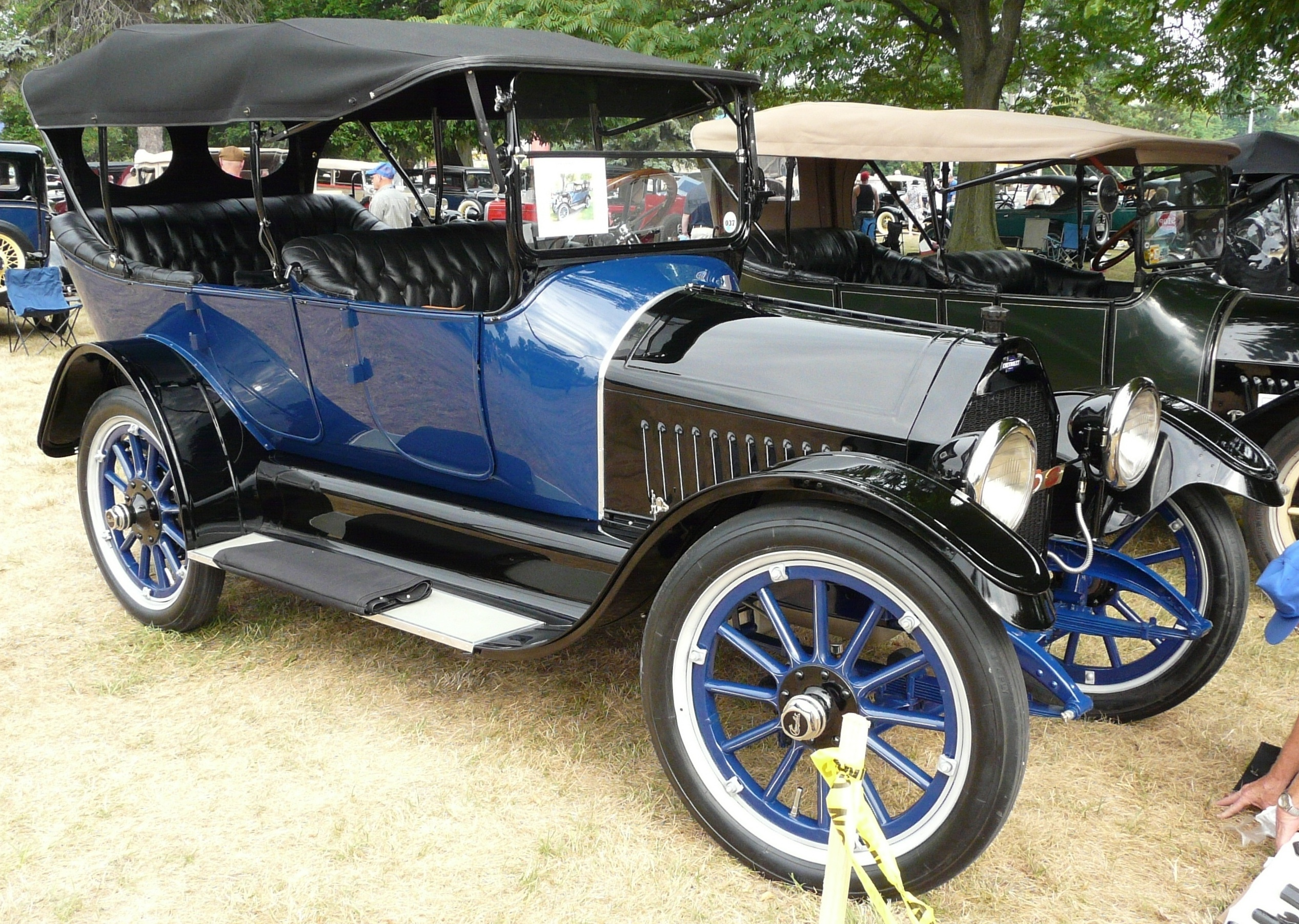

La Chevrolet Light Six Series L était une voiture américaine produite par Chevrolet en 1914 et 1915. Le célèbre emblème Chevrolet a fait ses débuts en 1914 et a été utilisé sur toutes les voitures et camions Chevrolet depuis lors. Lorsque la Classic Six a cessé sa production à la fin de l'année-modèle 1914, la Light Six l'a remplacée en 1915 en tant que voiture haut de gamme de Chevrolet.

## Traits

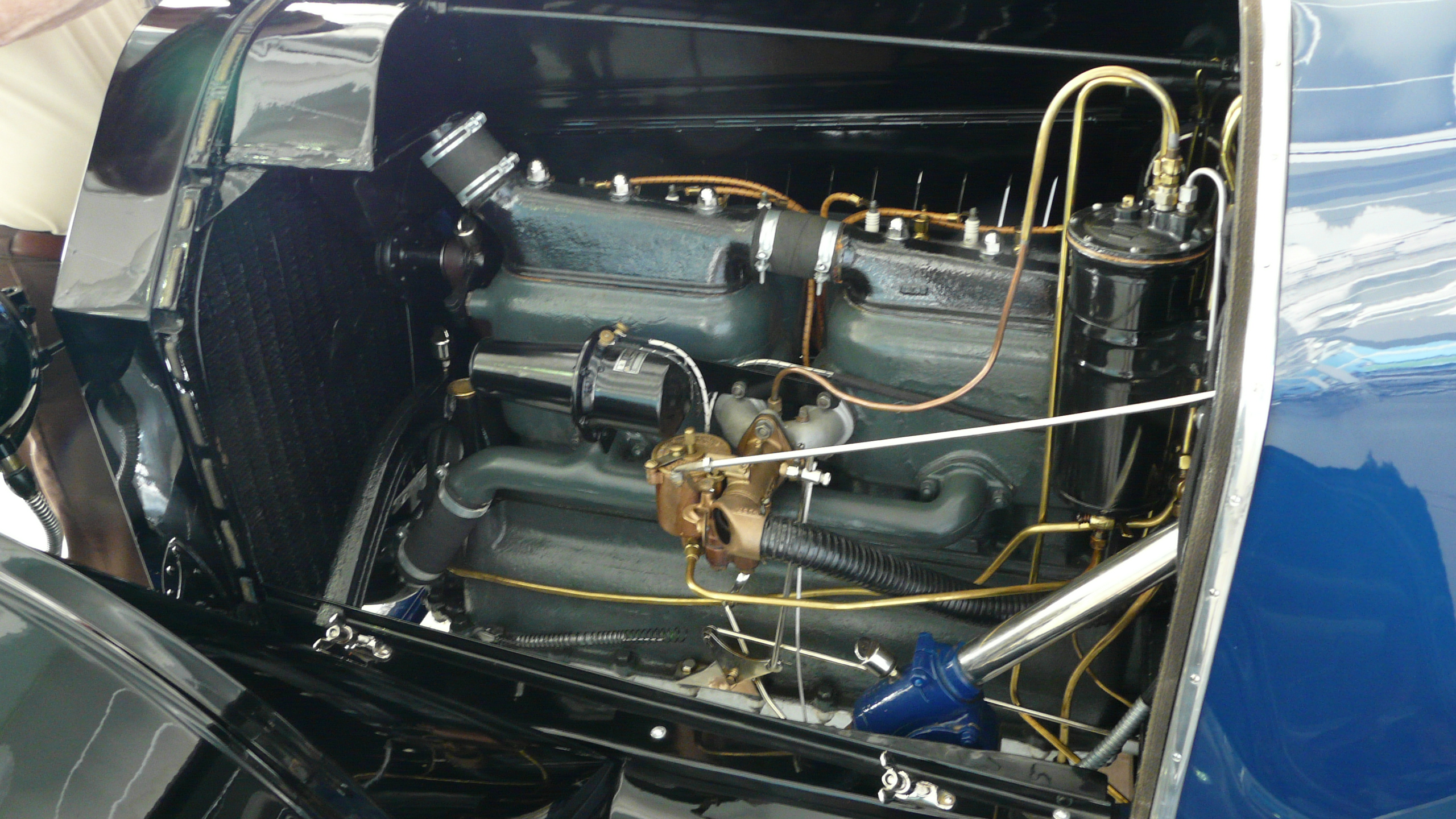
Compartiment moteur de la Chevrolet Light Six de 1914

La série L utilisait un moteur Sterling à six cylindres en L de 35 ch et était proposée avec un démarreur électrique Auto-lite. Un embrayage de style conique était monté sur le moteur avec un arbre d'entraînement qui était connecté à une transmission sélective à 3 vitesses coulissante montée à l'arrière. La voiture utilisé une suspension arrière 3/4 de type flottant avec des pneus de 34 x 4 pouces.
Contrairement à la Series H moins chère qui était disponible en deux styles de carrosserie (Royal Mail Roadster 750 $) et la (Baby Grand Touring 875 $), la série L n'était disponible qu'en tant que Touring à quatre portes pour 5 passagers et coûtait 1475 $.
Les couleurs de carrosserie disponibles étaient Chevrolet (logo) Blue ou Gunmetal Grey. Le capot, le radiateur et les ailes étaient tous peints en noir. Le châssis et les roues étaient bleu logo. Également inclus, des rayures gris Light sur les rayons des roues et les évents du capot,.